# رهاب الولادة

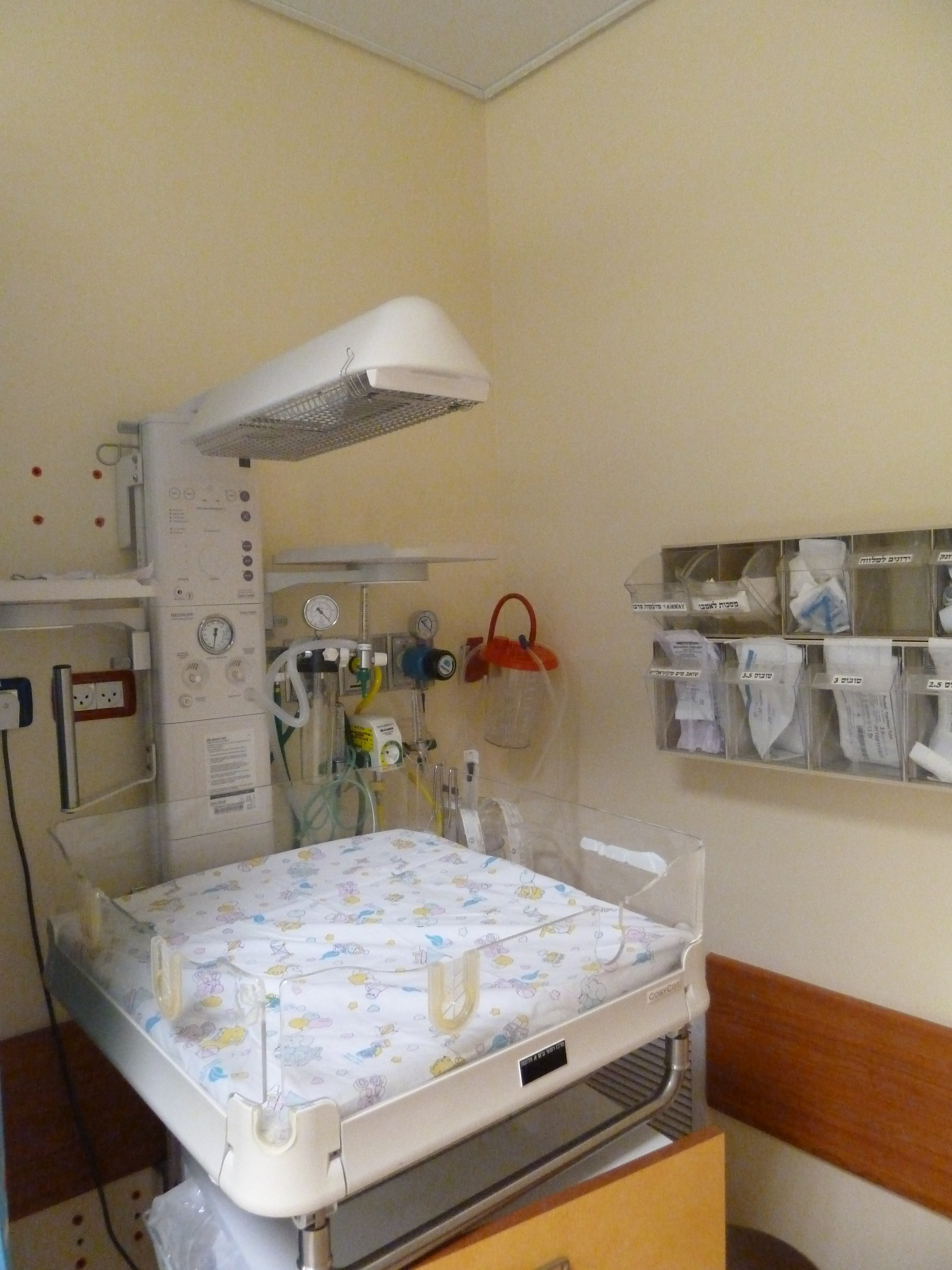

رهاب الولادة (بالإنجليزية: Tokophobia)‏ هو خوفٌ شديد من الولادة. إنه من الأسباب الرئيسية التي تجعل الحامل تختار الولادة القيصرية. ويشمل عادةً الخوف من إصابة الطفل أو الجهاز التناسلي أو الوفاة. يمكن معالجة هذا الخوف عن طريق الاستشارات.
إنه نوعٌ الرهاب المحدد. نُشر مقالٌ في الجريدة البريطانية للأمراض النفسية عام 2000، وصف رهاب الولادة بأنه اضطرابٌ نفسي لم ينتبه إليه الكثيرون وقد يغفلون عنه تمامًا.

## الأسباب
أسباب رهاب الولادة ربما تكون معقدة. فقد تخاف الحامل على حياة طفلها، أو تخاف من نتيجة عملية الولادة غير المضمونة. قد تخشى الحامل من إجراءات التوليد والخدمات المصاحبة له أو تخشى من أن تكون وحيدةً أثناء الولادة.

### رهاب الولادة الأساسي
رهاب الولادة الأساسي هو الخوف والرهبة الدفينة من الولادة لدى النساء اللواتي لم ينجبن من قبل. قد يسبق الحمل، أو يبدأ في فترة المراهقة، أو مع الحمل. قد يعود السبب إلى التجربة التي مرت بها أمهاتهن، أو أن تشاهد الفتيات عملية ولادةٍ طبيعية في عمرٍ صغير بدون شرحٍ مناسب. قد ينشأ هذا الخوف لدى النساء اللاتي تعرضن للاعتداء أو الاغتصاب. في هذه الحالة تؤدي عملية الولادة إلى إعادة الذكريات المؤلمة لدى النساء المصابات بالصدمة.

### رهاب الولادة الثانوي
يحدث رهاب الولادة الثانوي لدى النساء اللواتي مررن بتجربة الولادة الطبيعية إذا كانت الولادة الأولى صعبة لدرجة أثرت فيهن. وربما يحدث لدى نساءٍ مررن بتجارب قاسية.